# 포르토벨로

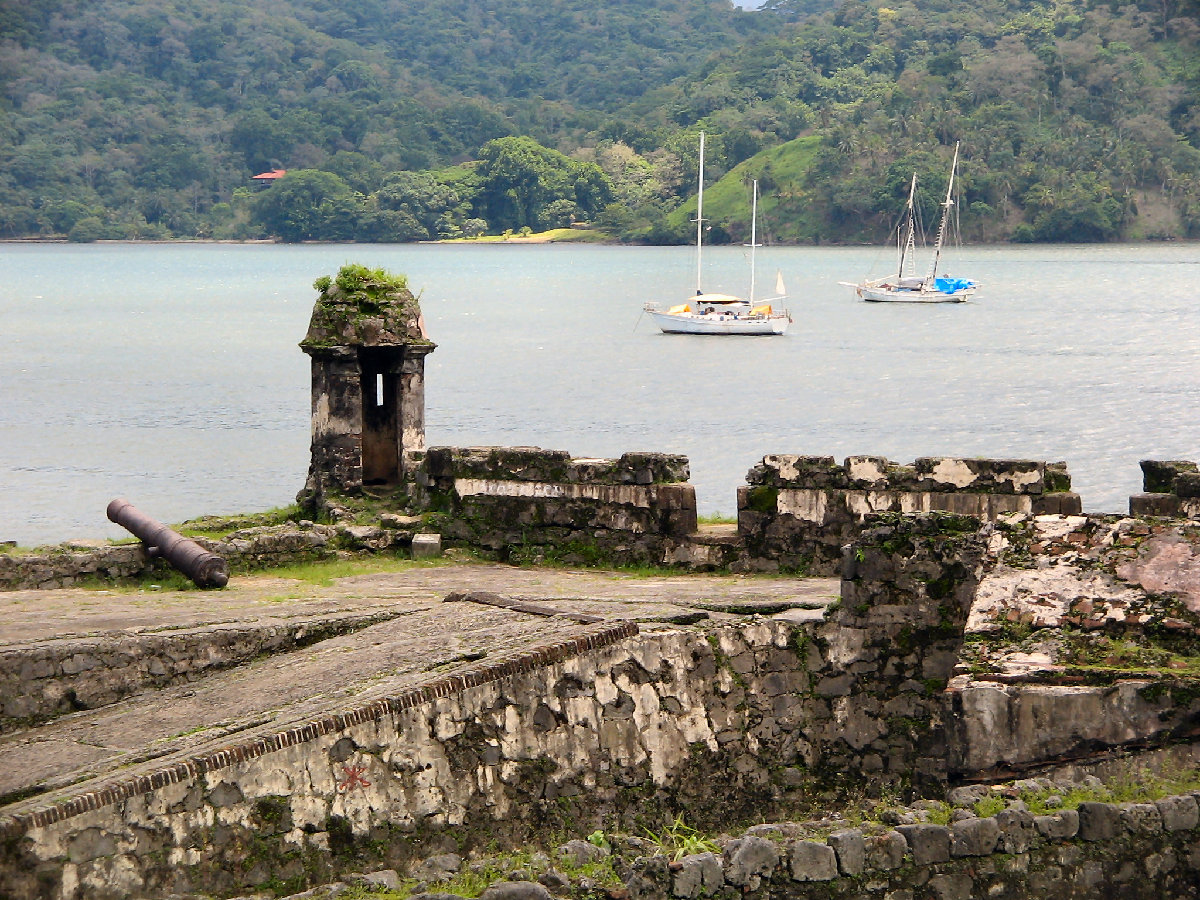
포르토벨로

포르토벨로(스페인어: Portobelo)는 파나마 콜론 주에 위치한 도시로 면적은 244.7km2, 인구는 4,559명(2010년 기준), 인구 밀도는 18.6명/km2이다. 1980년 유네스코 세계유산에 등재되었다.
1597년 스페인의 탐험가인 프란시스코 벨라르데 이 메르카도(Francisco Velarde y Mercado)에 의해 건설되었다. 16세기부터 18세기까지는 스페인이 아메리카 대륙에 세웠던 식민지인 누에바그라나다 부왕령의 은을 수출하는 항구로 이용되었다.
1739년 11월 21일 젱킨스의 귀 전쟁 당시에 에드워드 버넌(Edward Vernon)이 이끄는 당시 영국 함대의 습격을 받아 점령되면서 파괴되었고 도시는 파나마 운하가 건설될 때까지 복구가 안된 채로 남았다.

## 같이 보기
- 포토벨로로드